# Kazimierz Łada
Kazimierz Łada, też Ładowski, Ładewski (ur. 1824 w Bliźnie k. Kalisza, zm. 5 września 1871 we Włocławku) – polski skrzypek i kompozytor.

## Życiorys
Kazimierz Łada (posługiwał się też nazwiskami: Ładewski, Ładowski) był synem Bartłomieja i Brygidy z Janickich. Pochodził z rodziny muzyków. Także i on już w młodości zaczął przejawiać swoje muzyczne uzdolnienia. W wieku 8 lat zamieszkał we Włocławku, gdzie jego starszy brat Maciej zaczął uczyć go gry na skrzypcach. Od 1837 roku kontynuował naukę w Warszawie. Już w wieku kilkunastu lat zaczął występować, w tym także prezentować własne recitale. W tym czasie zagrał m.in. w Kaliszu, Łodzi, Płocku czy Poznaniu, a po 1840 roku m.in. w
Moskwie i Sankt Petersburgu, aż po Szwecję i Niemcy.
Po powrocie do Warszawy założył ze swoimi braćmi kwintet skrzypcowy nazwany Kwintet Ładowskich. Był najmłodszym z braci grającym w zespole. On sam gał w nim jako pierwsze skrzypce. Kwintet cieszył się uznaniem nie tylko w lokalach stolicy, ale także i poza miastem. Występowali m.in. w Kijowie i Lwowie.
W latach 1845–1848 studiował w Konserwatorium Muzycznym w Paryżu, gdzie pod kierunkiem Jean-Delphina Alarda pogłębiał swoje umiejętności gry na skrzypcach. Z kolei E. Collet uczył go kompozycji. W tym czasie również koncertował na paryskich scenach, został też korespondentem Gazety Codziennej.
Przez kolejne lata podróżował po ziemiach polskich dając koncerty w wielu miejscowościach. Prezentował zarówno cudze jak i własne kompozycje. Wreszcie zajął się studiowaniem historii muzyki. Swoje wnioski opublikował w pracy popularnonaukowej pt. Historia muzyki, wydanej w 1861 roku. Praca ta była pionierską jak na owe czasy próbą ujęcia całości osiągnięć polskiej twórczości muzycznej. W 1866 roku opublikował cykl artykułów z serii pt. Materiały do historii muzyki w Polsce zamieszczanych w Gazecie Muzycznej i Teatralnej.
W ostatnich latach życia osiedlił się na stałe we Włocławku. Na skutek paraliżu wycofał się z aktywności muzycznej. Wkrótce popadł w biedę i zapomnienie. Zmarł 5 września 1871 roku. Został pochowany na Starym Cmentarzu Komunalnym we Włocławku, który mieścił się przy dzisiejszym Zielonym Rynku. Po likwidacji cmentarza w latach 20. XIX wieku, pomimo licznych przeszkód, jego prochy i nagrobek przeniesiono na nowy wówczas Cmentarz Komunalny przy Al. Chopina. Tu spoczął w kwaterze nr 36/1/12, tuż obok grobowca członków Włocławskiego Towarzystwa Wioślarskiego, którzy zginęli w katastrofie rzecznej w 1906 roku.

## Styl gry i kompozycje
Współczesna krytyka oceniała grę i kompozycje Łady jako uczuciowe i śpiewne, chociaż podkreślano też niedostatki w jego technice gry.
Skomponował ok. 40 utworów na skrzypce, m.in. fantazje, mazurki, kujawiaki i tańce ludowe. Jego kompozycje charakteryzuje m.in. prosta budowa okresowa i faktura, a także zabawne tytuły. Do jego najpopularniejszych utworów zalicza się Kujawiak D-dur, Caprice poetique, Mazur sielankowy, Capriccio romanesque. Swoje kompozycje wydawał w drukarni Adama Stefana Dzwonkowskiego w Warszawie.

## Upamiętnienie

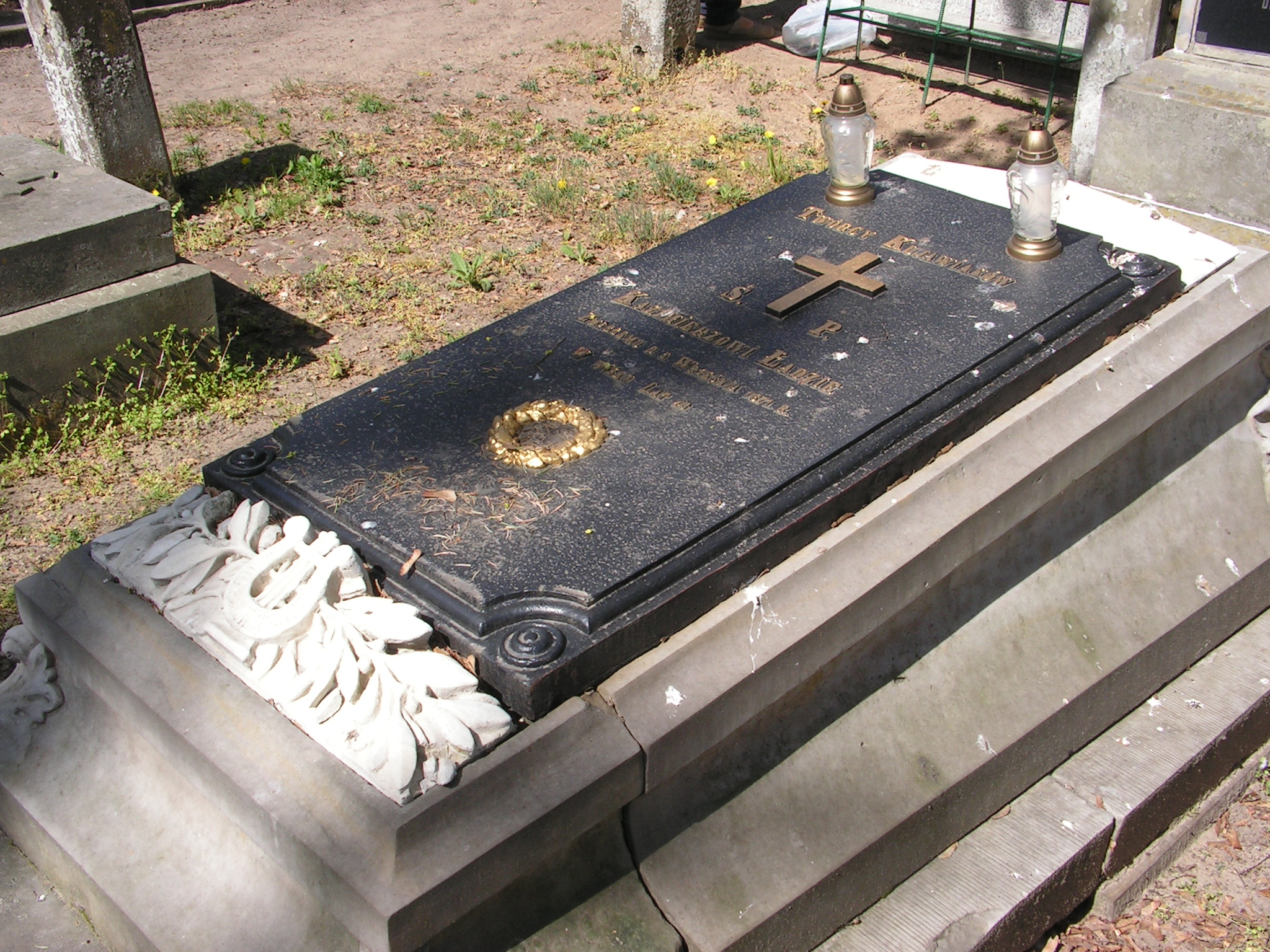
Płyta grobu Kazimierza Łady

Żelazną płytę nagrobku Kazimierza Łady zdobi napis Twórcy Kujawiaków. Płytę tę ufundowali przyjaciele i miłośnicy talentu Kazimierza Łady. Przez kilka lat w Dniu Wszystkich Świętych zbierano datki na rzecz odnowy grobowca Kazimierza Łady. Do 2014 roku odnowiono zabytkową płytę i stylizowane kamienie podtrzymujące płytę. Pomysłodawcami odnowy grobowca byli Marek Wojtkowski, Ewa Szczepańska i Sławomir Bieńkowski. Grobowiec Kazimierza Łady jest co roku porządkowany przez uczniów włocławskich szkół.
W kruchcie Kościoła św. Jana Chrzciciela we Włocławku wisi tablica upamiętniająca Kazimierza Ładę, ufundowana w kilka lat po jego śmierci przez członków Włocławskiego Towarzystwa Wioślarskiego.
W okresie PRL-u Miejska Rada Narodowa we Włocławku nadała jednej z ulic miasta jego imię.
W 1929 roku w Filharmonii Warszawskiej odbył się konkurs muzyczny imienia Kazimierza Łady. Wygrał go Witold Maliszewski za wykonanie utworu Fantazja kujawska na fortepian z orkiestrą skomponowanego przez Ładę.